# Родезија на Летњим олимпијским играма 1964.
Јужна Родезија се такмичила (као Родезија) на Летњим олимпијским играма 1964. у Токију, Јапан. У седам различитих спортова и петнаест такмичења учествовало је 29 такмичара, од тога 25 мушкараца и 4 жене. Био је то последњи од укупно три наступа репрезентације Родезије на Летњим олимпијским играма, наследио ју је Зимбабве. Зимбабве ће се први пут појавити на Летњим олимпијским играма 1980. године.
Носилац заставе на церемонији отварања био је хокејаш Лојд Кох. Олимпијски тим Зимбабвеа није освојио ниједну медаљу на овим Играма.

## Учесници по спортовима

### Бокс
- Џани Гибсон
Полусредња: елиминисан у 1. колу

### Хокеј
- 11. место
Дерек Брејн, Беверли Фаулдс, Кевин ван Бломестајн, Џон Мекфан, Вилијам Тарпин, Тинкер Битс, Ијан Мекеј, Рој Барбор, Лојд Кох, Тони Унгер, Роберт Робертсон, Роберт Улјет, Дес Томлисон, Роналд Спенс, Грем Куминг.

### Атлетика
Мушкарци
- Јохан Ду Приз 
100 m: елиминисани пре такмичења
200 m: елиминисан у четвртфиналу

- Матијас Канда
Маратон: 51. место

- Робсон Мромбе
Маратон: 56. место

### Стрељаштво
- Јоханес Лампрехт
Трап: такмичење није завршено

- Џон Ричардс
Трап: такмичење није завршено

### Пливање
Жене
- Мерилин Сајделскај
100 m слободно: елиминисана пре такмичења
400 m слободно: елиминисана пре такмичења

- Џени Вуд
100 m лептир: елиминисана пре такмичења

### Једрење
- Мајкл Мекфаден
Фин: 17. место

- Дејвид Батлер
Летећи холанђанин: 11. место

- Ентони Кросли
Летећи холанђанин: 11. место

### Скокови у воду
Мушкарци
- Тери Роситер
3 m роњење: 27. место
10 m дубоко роњење: 28. место

Жене
- Линдзи Грант Стјуарт
3 m роњење: 17. место

- Сари Безуиденхут
3 m роњење: 20. место
10 m дубоко роњење: 22. место